# 8340 Mumma
8340 Mumma è un asteroide della fascia principale. Scoperto nel 1985, presenta un'orbita caratterizzata da un semiasse maggiore pari a 2,9677473 au e da un'eccentricità di 0,0134066, inclinata di 8,28429° rispetto all'eclittica.
L'asteroide è dedicato all'astrobiologo statunitense Michael J. Mumma.